# Carlos Ibáñez del Campo
Carlos Ibáñez del Campo (Linares, 3 de noviembre de 1877-Santiago, 28 de abril de 1960) fue un militar y político chileno, que ejerció como Presidente de la República de Chile en dos ocasiones diferentes: en su periodo como dictador, que abarcó desde el año 1927, hasta el año 1931, y en su periodo democrático, que abarcó desde el año 1952, hasta el año 1958. Igualmente fue ministro de Estado durante los gobiernos de los presidentes Emiliano Figueroa y Arturo Alessandri, en las carteras de Guerra y Ministerio del Interior de Chile, respectivamente. Previo a su segunda administración, fungió como senador en representación de la 4.ª Agrupación Provincial de Santiago entre los años 1949 a 1952.
Su principal aporte a la historia política chilena fue la fundación de una serie de instituciones que modernizaron al Estado de Chile; dentro de las que se pueden contar a Carabineros de Chile (1927), la Contraloría General de la República y la Fuerza Aérea de Chile. De la misma forma, fundó empresas públicas como LAN Chile (1929) y fomentó la creación del Código del Trabajo (1931).
Ibáñez hizo su primera aparición en política a través del golpe de Estado de 1924, el cual buscó derrocar al sistema pseudo-parlamentario y restaurar al presidencialismo derrotado en la Revolución de 1891. Por defecto, quien estuvo afectado por el movimiento de 1924 fue el presidente Alessandri (1920-1924), quien fracasó en poder hacer reformas distributivas y neutralizar la acción de los militares, también afectados por sus bajos salarios. Producto del golpe, Alessandri renunció y se exilió, pero Ibáñez y otros militares orquestaron su vuelta para que, en definitiva, organizara la Constitución de 1925.
Tanto Alessandri como Ibáñez se aliaron estratégicamente en torno a un mismo objetivo: terminar con la Constitución de 1833 para implantar un nuevo orden benefactor. Si bien el nuevo texto se promulgó en condiciones irregulares, contó con el apoyo general de los partidos y permitió la vuelta de Alessandri a la presidencia. No obstante, sus múltiples rencillas con Alessandri llevaron a Ibáñez a hacer uso de su influencia para deshacerse de él y sus opositores, lo que terminó en su definitiva toma del poder en 1927.
Su primer periodo buscó a acentuar las reformas sociales y desarrollistas de la Constitución de 1925, aunque de facto se trató de una dictadura con una extensa represión política y censura a opositores. En su segundo gobierno quiso consagrar las medidas económicas del primero, por lo que además de IANSA, creó entidades como el Banco del Estado de Chile. No obstante, Ibáñez fracasó en su objetivo de consagrar las políticas de su primer periodo debido al disparo de la inflación producida por el alto gasto público, la hiperdependencia del cobre y la guerra de Corea (1950-1953). Por tal razón, su gestión en la década de 1950 se divide en una fase populista (1952-1955) y otra parcialmente liberal marcada por las necesidades económicas y la pérdida de apoyo popular (1956-1958).
Su segundo mandato no dejó legado doctrinario alguno y terminó siendo un periodo de transición entre los gobiernos radicales (1938–1952) y la época de los tres tercios (1958-1973), periodo donde tuvo lugar una exclusión mutua entre la izquierda, la Democracia Cristiana (DC) y la derecha hasta el golpe militar de 1973. A pesar del no-legado de Ibáñez, no deja de ser importante la crítica positiva que este líder dejó en políticos como el socialista Carlos Altamirano Orrego.

## Antecedentes

### Genealogía
Carlos Ibáñez del Campo fue hijo de Francisco Ibáñez y de María Nieves del Campo. Por parte de su padre, su familia descendía del capitán irlandés nativo de Galway John Augustine Evans, que llegó a Chile en 1730 tras el naufragio de la HMS Wager en la Isla homónima, y que castellanizó su apellido. El capitán Evans se contactó con Ambrosio O´Higgins, Gobernador de Linares, quien le entregó la administración de  la Hacienda Real de Perquilauquén. Entre los antepasados de Ibáñez están los miembros de la familia de conquistadores españoles Alvarado. Fue descendiente directo de García de Alvarado. Por línea materna desciende del Francés Giles Du Champ, llegado a Chile el año 1700, avecindado en Concepción. Capitán del regimiento de Extranjeros del Reino. Sus descendientes castellanizaron el apellido a del Campo. Su  abuelo Manuel del Campo y Vásquez fue un rico hacendado en Linares.

### Primeros años de vida
Vivió durante su niñez en el fundo San Francisco, propiedad de su padre (en la Vega de Ancoa) y organizó el primer centro de campesinos de aquella ciudad. Su hermano menor, Javier, también fue militar y político, siendo militante del Partido Demócrata.
En 1889 ingresó en la Escuela Pública de Linares y luego pasó al Liceo de hombres de Linares, donde conoció a Rogelio Cuéllar, quien dirigía la escuela de hombres y era profesor de matemática. Cuéllar fue quien le recomendó entrar a la Escuela Militar.
El 12 de marzo de 1896 ingresó al segundo curso de la Escuela Militar.

### Carrera militar
Inició su carrera militar al ingresar en la Escuela Militar el 12 de marzo de 1896, egresando el 3 de marzo de 1898 con el grado de Alférez del Ejército. Su primer destino militar fue el Regimiento de Caballería Cazadores del General Baquedano, N.º 2, de guarnición en Santiago, donde fue ascendido al grado de Teniente en el Arma de Caballería con fecha 3 de abril de 1900, disponiéndose que continuara prestando sus servicios en el citado Regimiento hasta 1903, cuando ingresa a la Academia de Guerra.
Durante este periodo se da cuenta de la calidad de los sectores populares, no entendía la indiferencia de los dueños de fundos por sus inquilinos siendo estos también chilenos se les mantenía al margen del progreso  y ajenos a todo bienestar, le dijo posteriormente a su Ministro de Economía, Luis Correa Prieto.
En 1903 participó de una misión militar en El Salvador, donde por sus acciones militares fue ascendido al grado de teniente coronel del Ejército salvadoreño, teniendo en cambio en el Ejército chileno sólo el cargo de capitán desde abril de 1908. Regresa a Chile en 1909.
Se desempeñó en diferentes cargos en los regimientos de caballería y como instructor en la Escuela Militar entre 1909 y 1911. En paralelo retoma sus estudios en la Academia de Guerra del Ejército, de la que egresa el 12 de febrero de 1915 incorporándose al Estado Mayor General del Ejército como parte del proceso de prueba para obtener el nombramiento de Oficial de Estado Mayor, que obtiene el 24 de febrero de 1917.
En abril de 1917 es destinado como oficial de estado mayor en la Comandancia de la primera División de Ejército en Tacna. El 16 de mayo de 1918 es ascendido al grado de Mayor. Es destinado al Regimiento de Caballería en Santiago y solo un mes después, en julio de 1918 es nombrado Comandante de la Escuela del Regimiento de Carabineros del Ejército.
En 1919 es nombrado prefecto de la policía de Iquique. Luego, es recién electo presidente Arturo Alessandri, le nombró Director de la Escuela de Caballería el 21 de enero de 1921, uno de los cargos más prestigiosos dentro de la jerarquía militar chilena. Su última jefatura militar será la Comandancia General del Cuerpo de Carabineros del Ejército, nombrado por la Junta Militar del año 1925, cargo que mantuvo entre el 27 de febrero de 1924 y el 21 de abril de 1927.

### Vida personal

#### Matrimonios e hijos
Contrajo matrimonio con la salvadoreña Rosa Quirós y Ávila en abril de 1907, perteneciente a la alta sociedad de su país, con quien tuvo dos hijos, Rosa y Carlos, y que fallecería el 12 de octubre de 1918, con tan solo 29 años de edad. Después de permanecer viudo unos años, contrajo matrimonio con Graciela Letelier Velasco el 3 de diciembre de 1927. De esta unión nacieron cuatro hijos: Ricardo, Nieves, Gloria y Margarita Ibáñez Letelier.

#### Membresía
Ibáñez ingresó a la masonería el 30 de octubre de 1912 en la Logia Verdad N° 10 de Santiago, taller en el que alcanzó el grado de Maestro el 10 de noviembre de 1913. En 1927 pasó a ser miembro honorario de la logia, y en el año 1932 fue expulsado luego de haber renunciado a la presidencia de la República y haberse exiliado en medio de un ambiente conflictivo. En 1936 regresa a la orden, en 1940 se convierte en miembro de la Gran Logia y, finalmente, en 1957 se le cancela la calidad de miembro de la Orden Masónica.
Como agricultor, explotó el fundo Santa Estela de Linares, de su propiedad. También, fue propietario de un fundo en Pitrufquén. Fue socio honorario del Rotary Club.

## Carrera política
Carlos Ibáñez del Campo participó en los movimientos militares de 1924 y 1925, que significaron el fin del régimen pseudo-parlamentario en Chile. En el Golpe de Estado de 23 de enero de 1925 derroca a la junta militar que había sacado del gobierno a Alessandri. Esto permitió el regreso de Arturo Alessandri Palma desde su exilio.
Alessandri lo nombra ministro de Guerra para contar con su apoyo en su gobierno. En 1925 el nombre de Ibáñez comienza a tomar fuerza como posible candidato presidencial, por lo que Alessandri decide hacer un cambio de ministros que le permita destituir a Ibáñez; sin embargo este decide no presentar la renuncia, argumentando que como líder de la revolución tiene un compromiso ético con esta y no puede renunciar; a la vez, al ver las intenciones de Alessandri hacia su persona, este termina indicando que acorde a la constitución de 1833, así como también a la de 1925, el presidente de la república no podía comunicarse con nadie sin que contara con la firma y aprobación del ministro del ramo del que el tema fuera señalado, y que como él era el único ministro en ejercicio, indicó a Alessandri que debía pasar todos los comunicados de la presidencia antes por él, de otro modo, todo comunicado sin su firma fuera nulo. Debido a esto Arturo Alessandri Palma renuncia a su gobierno, pese a lo cual no depone su precandidatura presidencial; sino que la condiciona a la dificultosa tarea, por parte de los partidos políticos, de posicionar un candidato único de consenso. Así surge la candidatura de Emiliano Figueroa Larraín, ante la cual Ibáñez levanta la candidatura de José Santos Salas, entonces ministro de Higiene, Asistencia y Previsión Social, para poder someter a los partidos políticos (representados en su candidato) al escrutinio popular.
Al ganar las elecciones Figueroa, él continúa ocupando simultáneamente los cargos de ministro del Interior y de Comandante en Jefe del Cuerpo de Carabineros, manteniendo así su carácter de hombre fuerte dentro del Estado, y por lo mismo, manteniéndose en el ejercicio del poder. Durante este periodo ordenó una cruenta persecución a sus opositores, entre ellos el expresidente de la república Arturo Alessandri Palma, quien debió partir al exilio. El presidente Emiliano Figueroa, carente del carácter para oponerse a Ibáñez, renuncia tras un episodio en el que este último le exigiese su renuncia al acusarlo de intervenir en el poder judicial para la designación de su hermano en la Corte Suprema de Justicia.

## Primer gobierno (1927-1931)

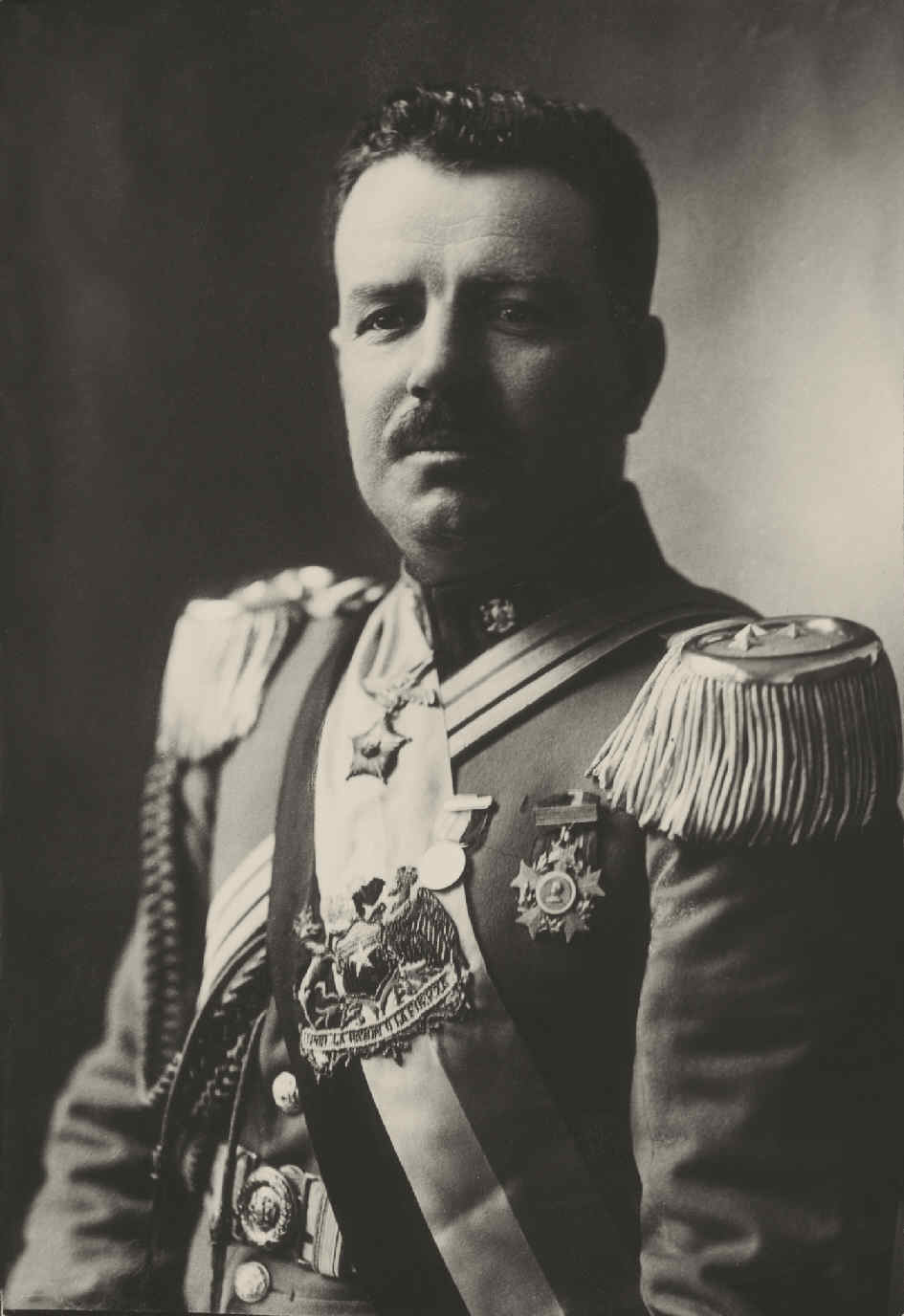
Carlos Ibáñez del Campo durante su primer gobierno.

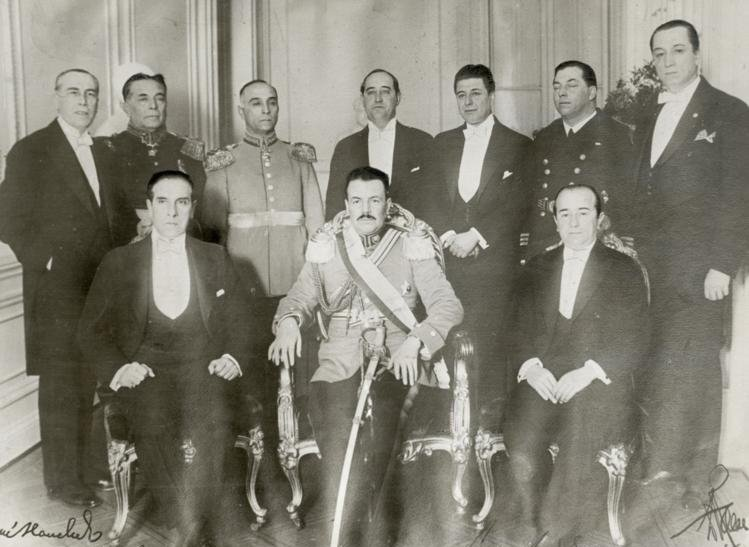
Carlos Ibáñez del Campo junto a sus Ministros de Estado hacia el año 1927.

### Proyección temporal de sus medidas
Las políticas sociales y económicas de su primer periodo sirvieron de base para posteriores medidas durante el segundo gobierno de Alessandri (1932-1938) y, en especial, las de quien lo sucedió, Pedro Aguirre Cerda (1938-1941). Pese a que ambos eran opositores a Ibáñez, la gestión del presidente radical transformó en políticas de Estado al rol interventor y al industrialismo esbozados por el general chileno, las que ahora estaban canalizadas en la Corporación de Fomento de la Producción (Corfo). En Chile, aquel modelo de desarrollo fue hegemónico entre 1939 y 1975.

### Ejecución de su mandato
Así, Carlos Ibáñez del Campo triunfa en una elección en la que participa como candidato único, obteniendo el 98% de los votos; ascendió a la primera magistratura el 21 de julio de 1927. No tenía compromisos con los partidos políticos, siendo férreo opositor a ellos. Durante su presidencia hubo ocho ministerios si se juzga por los cambios en Interior.
Gobernó cuatro años, con un enfoque social y de desarrollo del Estado (por considerarlo un regenerador del país y su lucha contra la antes todopoderosa oligarquía). El principal énfasis de su gobierno fue el de fortalecer el rol del Estado; lo dotó de un carácter fiscalizador de los otros poderes, fortaleció la Contraloría General de la República, creó la Tesorería general, la Superintendencia de Seguros y Sociedades Anónimas, la Superintendencia de Salitre y Yodo y la Dirección Nacional de Aprovisionamiento. Además, se hicieron profundas reorganizaciones ministeriales, creándose algunos y modificándose otros; a través del Decreto Ley N.º 2.484 del 27 de abril de 1927 se fusionaron las policías fiscales, municipales, Cuerpo de Carabineros -el cual era un regimiento de caballería del Ejército de Chile, creado en 1908, y que estaba asignado al ministerio del interior como encargado de la seguridad rural y de ferrocarriles y del cual el propio Ibáñez se desempeñaba en 1927 como comandante general-, Sección Pesquisas de la Policía Fiscal (origen de la PDI), y otras instituciones policiales que dependían de la Dirección General de Policías, en una sola institución, Carabineros de Chile. Esta nueva institución policial, de marcado carácter castrense y estricta disciplina, tomaría forma definitiva a través del Decreto N.º 352 del 23 de diciembre de 1927, organizándose en las secciones de Orden (Labor preventiva), Seguridad (Investigaciones) y Gabinete (antecesor del Servicio de Registro Civil e Identificación de Chile). Equiparó los sueldos de los efectivos de esta nueva institución al nivel del ejército, dotándolos también de fuero militar.
Por otra parte se dio gran impulso a las obras públicas y se crearon la Caja de Crédito Minero, el Instituto de Crédito Industrial, la Fuerza Aérea de Chile y la Línea Aérea Nacional de Chile. También propuso una reforma educacional en 1928, y le quitó la dependencia del sistema educacional chileno existente hacia la Universidad de Chile, otorgándole la tutela del rol educador al Ministerio de Educación.
El 3 de junio de 1929 se firmó en Lima el Tratado de Lima, que ponía término a la disputa sobre Tacna y Arica, al devolver la primera al Perú y conservando la segunda para Chile. En este tratado participa como embajador de Chile en Perú el expresidente de la república Emiliano Figueroa Larraín. Producto de la firma de este tratado fue nominado al Premio Nobel de la Paz en 1930 junto al entonces presidente peruano Augusto Leguía.
Se estableció una división territorial de Chile de solo dieciséis provincias, suprimiéndose siete de las existentes.

### La caída
La Gran Depresión de 1929 repercutió con gran fuerza en el país, desencadenando una vasta agitación social, que se tradujo en una fuerte inmigración de obreros desempleados del norte salitrero a Santiago, una carestía de los bienes básicos de consumo y una fuerte persecución a los estudiantes de la Universidad de Chile, quienes en agosto de 1930 habían refundado la Federación de Estudiantes. Como Ibáñez no contaba con apoyo político para las parlamentarias de 1930, llegó a un acuerdo con los partidos políticos para evitar la lucha electoral. Así, se decidió aplicar la norma de la Ley de Elecciones que establecía que, si el número de candidatos no sobrepasaba al número de representantes que debían elegirse, no había necesidad de efectuar la elección. De esta manera, los dirigentes políticos se reunieron en las Termas de Chillán y elaboraron las listas de candidatos, por lo que la elección, en la práctica, se hizo innecesaria, siendo este el origen del llamado Congreso Termal. En el plano económico, los nocivos efectos que tuvo en Chile la misión Kemmerer al introducir el patrón oro al sistema monetario, y el contrato entre el gobierno y la familia Guggenheim en la creación de la Compañía de Salitres de Chile (COSACH), no hicieron más que agudizar los efectos de la crisis económica mundial en el país.
En julio de 1931, los estudiantes de la Universidad de Chile, dirigidos por el alumno de Derecho y poeta Julio Barrenechea, tomaron la Casa Central de la Universidad de Chile. Mientras tanto, los estudiantes de la Universidad Católica, dirigidos por Bernardo Leighton y Eduardo Frei Montalva, hicieron lo mismo. Los estudiantes contaban con un fuerte apoyo popular, y desde el aristocrático y exclusivo Club de la Unión les eran enviados los alimentos. La situación se agudizó más cuando el día 24 de julio cae muerto el estudiante de Medicina Jaime Pinto Riesco, lo que sumó a las protestas al Colegio Médico y al día siguiente, con la muerte del profesor Alberto Zañartu, se agregaba el Colegio de Profesores y varios otros gremios. Abandonado por sus ministros, que renunciaron a raíz de estos hechos de violencia y para evitar un enfrentamiento mayor, Ibáñez entregó el 26 de julio el mando del país en manos del presidente del Senado, Pedro Opaso Letelier, junto con una solicitud al Congreso para salir de Chile durante un año. Tras delegar el mando, Ibáñez partió al exilio en Argentina. La Cámara de Diputados rechazó el permiso y destituyó a Ibáñez el día 27 de julio, acusándolo de abandono del territorio nacional sin autorización.

## Exilio y regreso a la política (1931-1952)

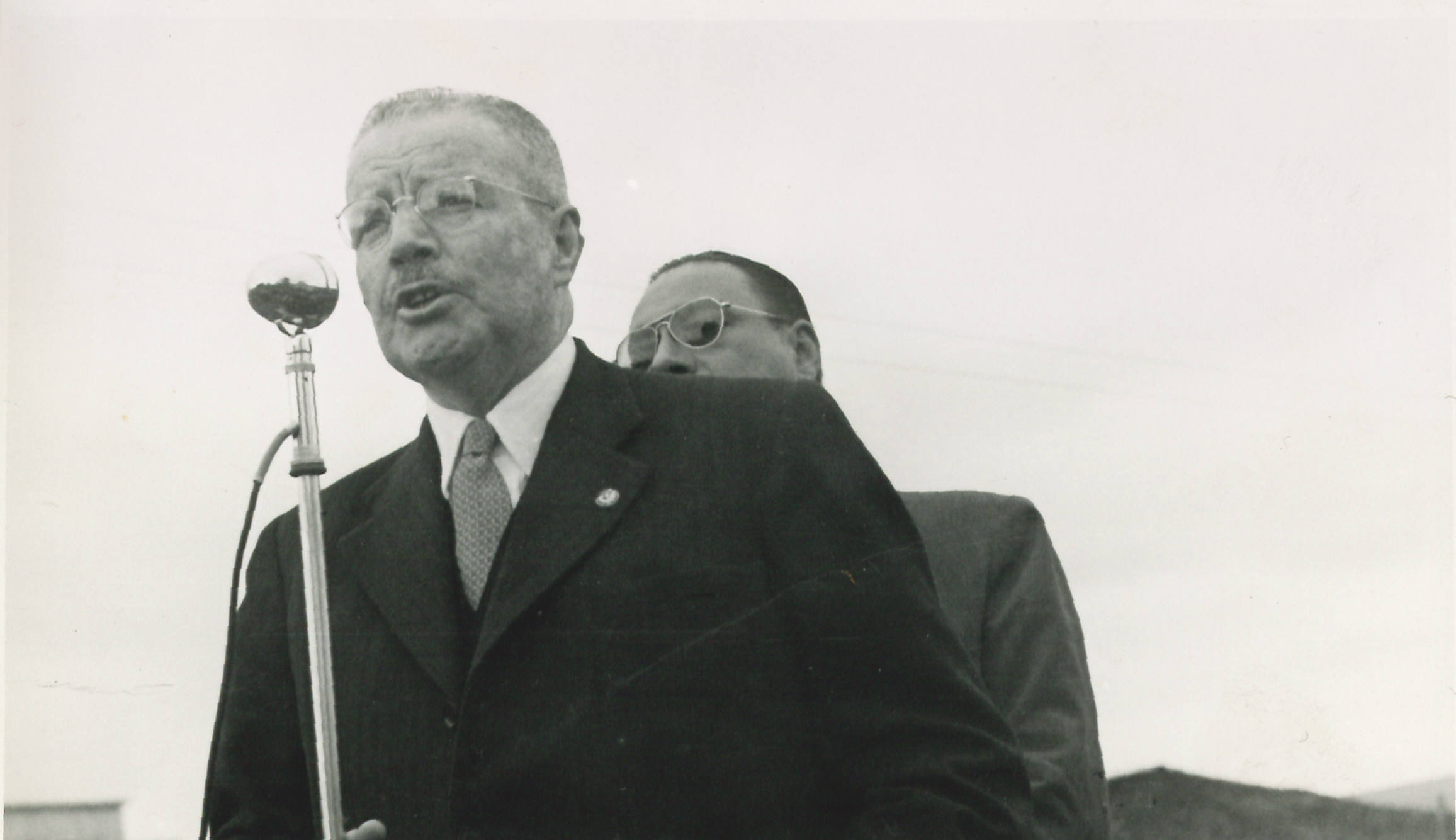
Carlos Ibáñez del Campo en su campaña presidencial de 1952.

### Elecciones presidenciales de 1938
Tras volver del exilio en 1937, se presenta al año siguiente como candidato a la presidencia, apoyado por la Alianza Popular Libertadora (APL). Esta combinación estaba formada, principalmente, por el Movimiento Nacional-Socialista de Chile, la Unión Socialista y otros varios grupos de carácter nacionalista. 
El 4 de septiembre de 1938 se realizó la llamada "Marcha de la Victoria", una multitudinaria concentración a favor de Ibáñez. Al día siguiente, a raíz de las prácticas antidemocráticas de la derecha de la época, como el cohecho o el voto en grupo propio de los latifundios, sumadas a la fragmentación de la oposición en dos facciones aparentemente irreconciliables, lo que prácticamente aseguraba el triunfo derechista en las elecciones; aconteció que un grupo de jóvenes nacistas intentaran un golpe de Estado para llevar a Ibáñez al poder. Sin embargo, el hecho terminó en una 
masacre donde los golpistas, una vez ya rendidos y desarmados, fueron fusilados en el acto por orden directa del presidente Alessandri. Como consecuencia, Ibáñez fue arrestado, puesto que había facilitado recursos económicos y armas para la intentona golpista, por lo que su candidatura fue depuesta. Así, la conmoción en la opinión pública que provocó la masacre; adicionada a la deposición de la candidatura del general Ibáñez y a una carta escrita por Jorge González von Marées, líder del nacismo, quien también fue arrestado por el intento de golpe, en la cual le indicaba a sus partidarios que votaran por Pedro Aguirre Cerda, candidato del Frente Popular, provocaron que este último de erigiera como el vencedor de la contienda electoral, donde ganó por una escasa diferencia de 4000 votos, los cuales se atribuyen a los nacistas.

### Elecciones presidenciales de 1942
En 1942, fue nuevamente candidato a Presidente, esta vez apoyado por la derecha (Partido Liberal y Partido Conservador), pero en esta ocasión Arturo Alessandri Palma le "quitó" votos de un sector del Partido Liberal, en favor de Juan Antonio Ríos, quien finalmente ganó.

### Senaturía y elecciones de 1952
En 1949, fue elegido senador por Santiago, obteniendo la primera mayoría y convirtiéndose en un posible candidato para las presidenciales de 1952.

## Segundo gobierno (1952-1958)

### Historia

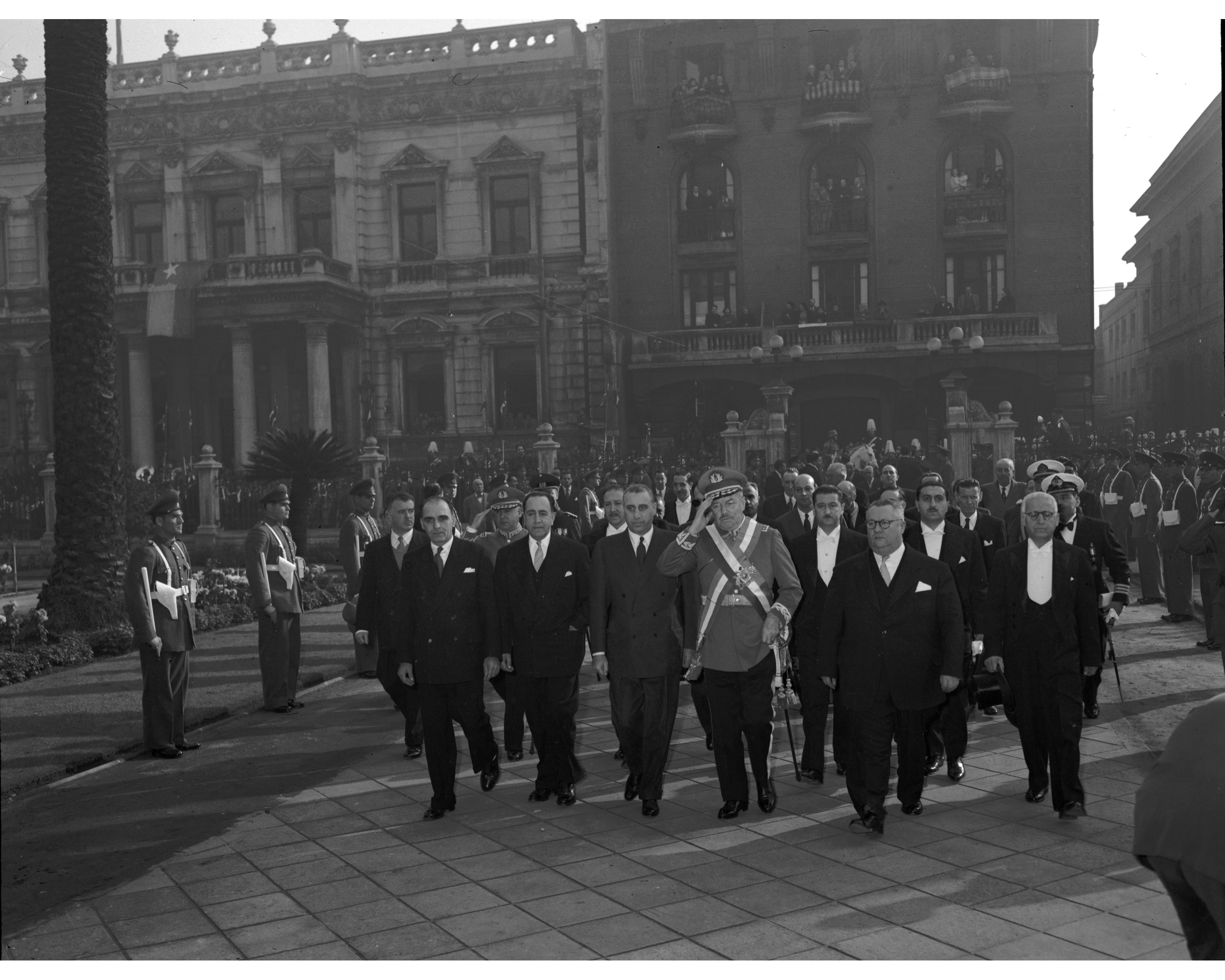
El Presidente Carlos Ibáñez del Campo junto a sus ministros ingresando al Congreso Nacional en Santiago en 1954.

Ibáñez volvió a la presidencia en 1952 apoyado por el Partido Agrario Laborista (PAL), por el Partido Socialista Popular (PSP) y el Partido Femenino de Chile, liderado por María de la Cruz, quien le daría gran parte del electorado femenino, que por primera vez votaba en elecciones presidenciales. Con el símbolo de la escoba, que barrería la corrupción de los políticos y los partidos, y bajo el lema del General de la Esperanza, logró el 46,8% de los votos.
En marzo de 1953, se realizan las elecciones parlamentarias, incrementando su participación los grupos ibañistas. Aunque no eran suficientes para consolidar el gobierno, esto traería como consecuencia una disputa Presidente-Congreso, además de una rotativa ministerial nunca antes vista.
Por este motivo, su segundo gobierno no tendría la firmeza del primero. Gobernó tambaleantemente al no tener apoyo partidista, exceptuando los grupúsculos ibañistas, que no tenían la entera confianza del Presidente.

### Economía
En el ámbito económico continuó con el desarrollismo de los radicales, impulsó la producción y la infraestructura de la Empresa Nacional del Petróleo (ENAP), la producción de la Compañía de Acero del Pacífico (CAP) y creó la Industria Azucarera Nacional (IANSA), siendo uno de los últimos presidentes en crear empresas para la CORFO.
Además creó el Banco del Estado de Chile, modificó el estatuto del Banco Central de Chile, creó el Ministerio de Minas (denominado luego Ministerio de Minería de Chile) y creó también el Departamento del Cobre, con la intención de nacionalizarlo, lo que no resultó durante su gobierno. Sin embargo se debe destacar que dicho departamento fue fundamental a la hora de la nacionalización en 1971, pues permitió coordinar y centralizar la actividad cuprífera.
Ibáñez logró implementar la fijación de un salario mínimo campesino, reemplazando un sistema remuneratorio vigente desde el siglo XVII.

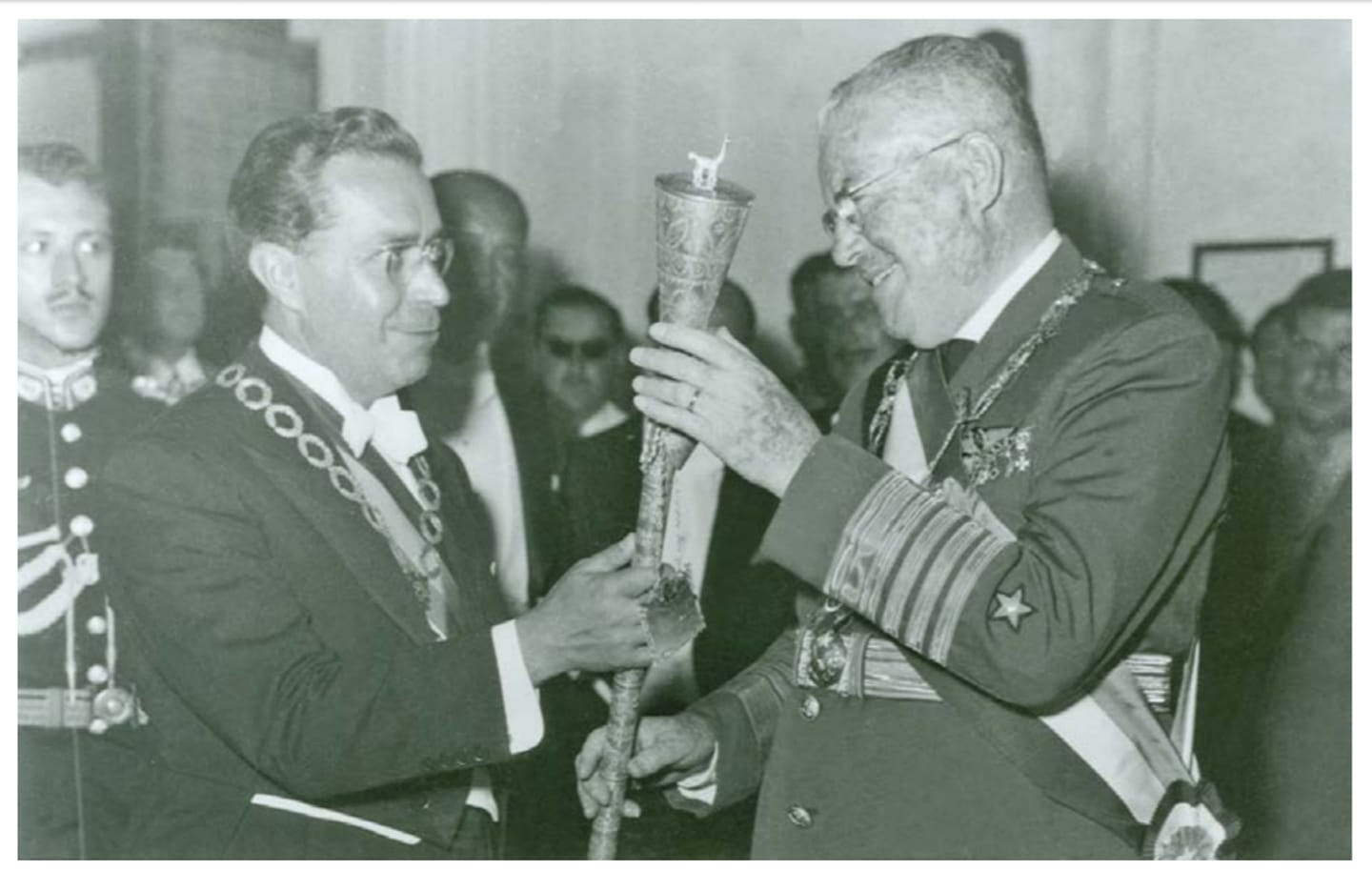
El presidente Carlos Ibáñez del Campo, quien viste uniforme de general del aire de la FACh, junto a su par boliviano Víctor Paz Estenssoro durante la visita de estado del primero a Bolivia en 1955.

Por el elevado gasto público, la inflación empeoró en el año 1955, por lo que debió llamar a la firma consultora económica Klein-Sacks. Las medidas de Klein-Sacks no agradaron a la población, ocasionándose en 1957 una huelga que terminaría con una veintena de muertos. Las medidas de la llamada «Misión Klein-Saks» fueron:
- Reforma en el comercio exterior.
- Supresión de subsidios.
- Eliminación del reajuste automático de sueldos del sector público y parte del privado.
- Modificación del Estatuto del Banco Central.

Estas medidas, que afectaban los salarios, implicaban aumentar impuestos, algo inadmisible para un gobierno basado en el populismo, por lo que Ibáñez se negó a aceptar todas, logrando bajar la inflación a un 17%; sin embargo, esto era mucho menos de lo que se estipulaba.
Se aprobó la ley 11575 de 1954 del Ministerio de Hacienda, que fijó el IVA en un 3 %; iniciativa propuesta por el afamado economista Felipe Herrera.[cita requerida]

### Relaciones exteriores

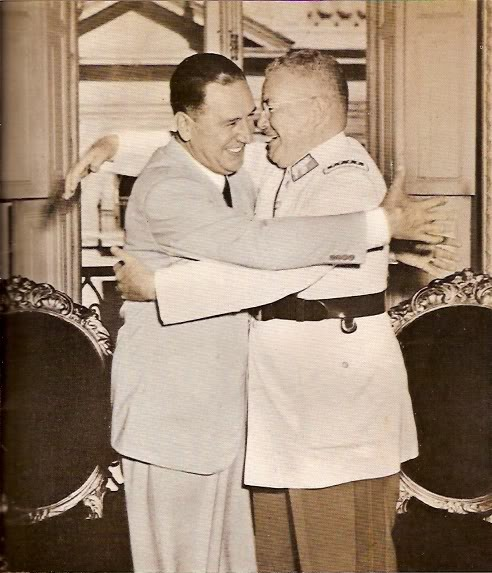
Abrazo de los presidentes Ibáñez y Perón, el 21 de febrero de 1953.

En este ámbito, Ibáñez estuvo muy ligado al gobierno argentino de Juan Domingo Perón. En Buenos Aires, el 8 de julio de 1953, tanto Perón como Ibáñez firmaron el Tratado de Unión Económica argentino-chilena. Ibáñez participó en la fundación de la Villa Eva Perón y ambos compartían los mismos ideales. A raíz de ello, surgió el grupo La Línea Recta, grupo integrado por oficiales y suboficiales del Ejército y de Carabineros que tenía por finalidad estar preparados para tomar el poder apenas el presidente Ibáñez lo dispusiera.[cita requerida]
Sin embargo, a la caída de Perón en 1955, las relaciones con Argentina se volvieron muy tensas, especialmente con el escándalo del caso Kelly, cuando el político argentino Guillermo Kelly, preso en Chile a solicitud argentina, escapó de la Penitenciaría de Santiago, lo que provocó la acusación constitucional y posterior destitución del ministro de Relaciones Exteriores chileno, Osvaldo Sainte-Marie Soruco, y del ministro de Justicia, Arturo Zúñiga Latorre.

### Justicia
En este ámbito, durante 1957 Ibáñez impulsó varias reformas respecto a la nacionalidad chilena. 
Durante 1958, el último año de su período, y a pesar de que el mismo Ibáñez la aplicó varias veces en su mandato, derogó la Ley de Defensa Permanente de la Democracia, frecuentemente aludida como Ley Maldita, que declaraba proscrito al Partido Comunista de Chile e impedía a sus militantes votar en las elecciones.
Ese mismo año reformó la Ley Electoral, que creó la Cédula Única Electoral, estableció la obligatoriedad del voto e impuso sanciones y otras medidas para evitar prácticas fraudulentas, en especial el cohecho y el denominado acarreo, o transporte pagado de votantes desde un lugar de votación a otro. Estas medidas fueron fuertemente resistidas por la derecha, por cuanto reducían muy significativamente las posibilidades de ejercer el clientelismo del que dependían muchos políticos de ese sector; en la práctica, la reducción de los fraudes electorales permitió una expresión más sincera de tendencias que hasta ese momento se encontraban subrepresentadas, lo que favoreció a la izquierda, aliada de Ibáñez.

También durante 1958 entró en vigencia la Ley de Puertos Libres, que regulaba el establecimiento de regímenes portuarios francos extensibles a almacenes, comercio y otras actividades en terrenos extraportuarios y, si así se reglamentaba, en provincias completas. La provincia de Arica fue la primera que se sometió a dicho sistema.

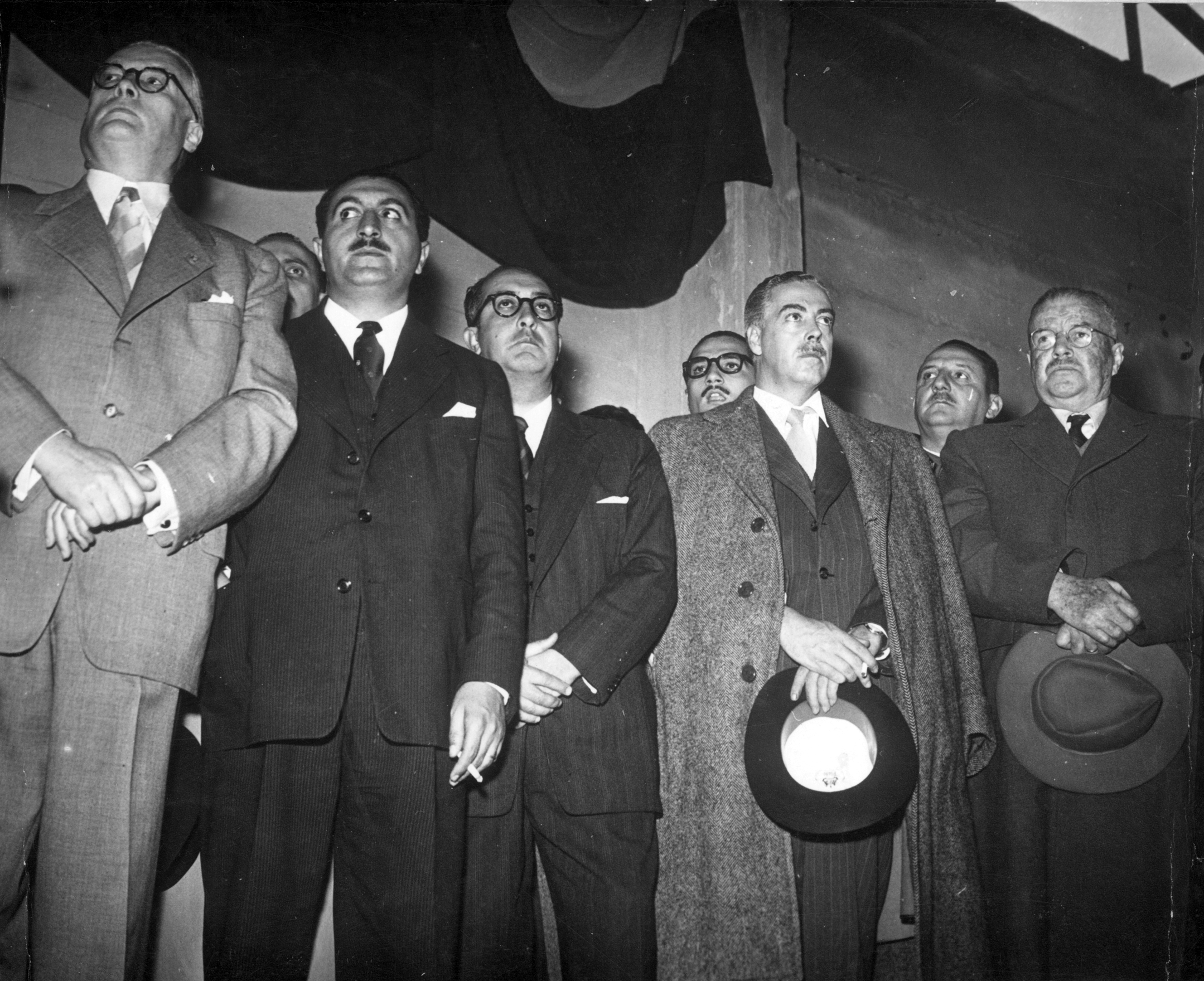
Ibáñez del Campo durante la inauguración de la primera planta azucarera nacional.

### Obras públicas
Durante su gobierno impulsó la construcción de grandes obras de infraestructura, contribuyendo a un importante incremento del total del presupuesto público.
Inauguró para su ciudad natal, Linares, el Embalse de la Laguna del Maule y el Embalse Los Cipreses; impulsó planes de mejoramiento en Arica y en Punta Arenas, impulsó una política estatal de construcción de viviendas y de desarrollo y mejoramiento urbano a través de la CORVI, creada durante su mandato. Además, impulsó el rediseño de la Plaza de la Ciudadanía y del Paseo Bulnes, siguiendo un modelo de arquitectura autoritaria diseñado por el arquitecto austriaco Karl Brunner, y ordenó la construcción de la Piscina Escolar, del arquitecto chileno de origen polaco Luciano Kulczewski.
Además, en 1955, con la colaboración de su ministro de defensa Tobías Barros, inauguró la Base Presidente Pedro Aguirre Cerda, obviando que le colocaran su nombre.

## Ocaso político y muerte (1958-1960)

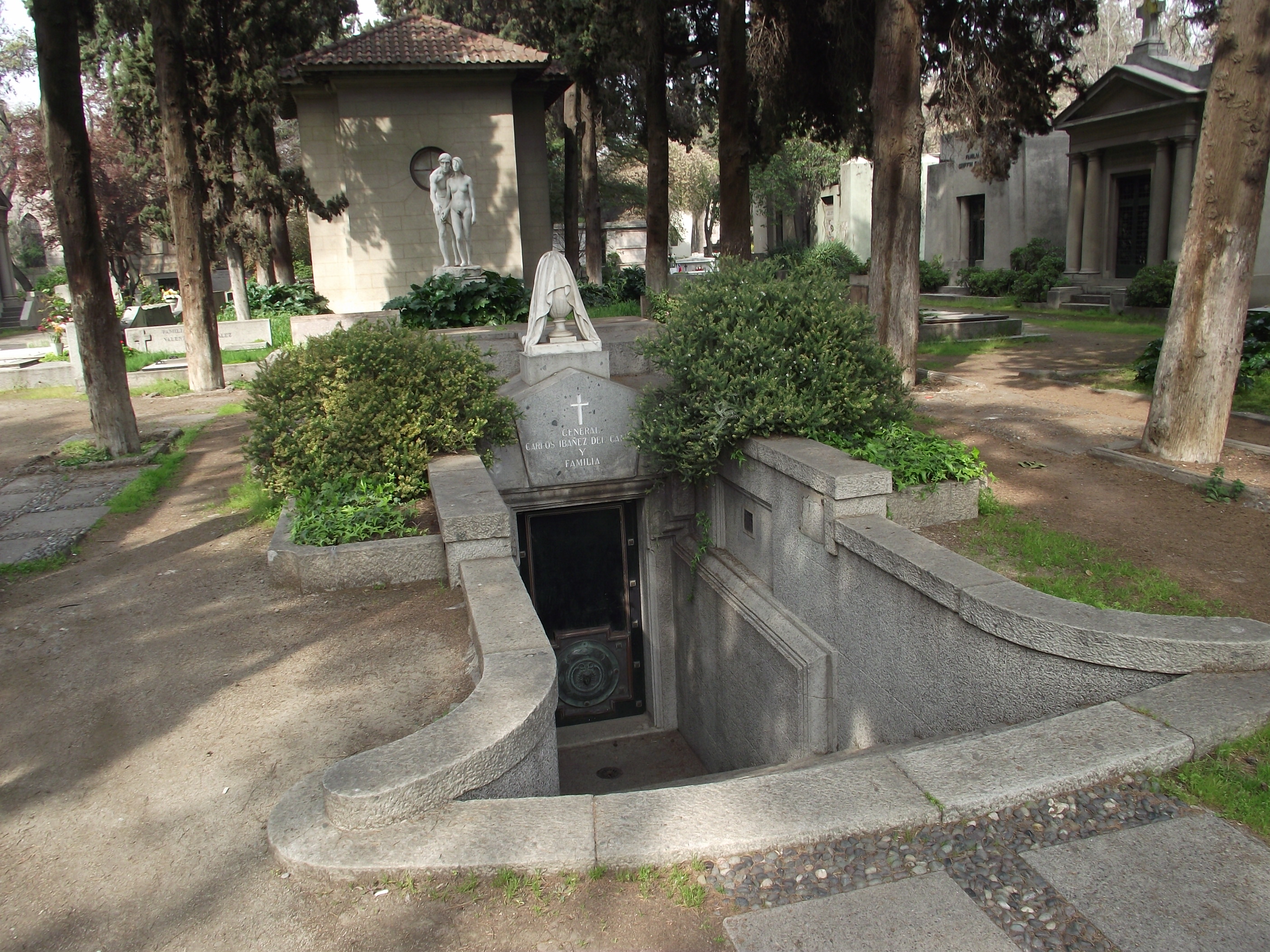
Tumba de Carlos Ibáñez del Campo en el Cementerio General de Santiago.

Al finalizar su mandato, el apoyo político al gobierno se encontraba en su punto más bajo. Sin heredero político, hizo esfuerzos por evitar el triunfo del candidato de la derecha Jorge Alessandri, impulsando para ello una nueva ley electoral y la derogación de la Ley de Defensa de la Democracia, permitiendo así el regreso de los comunistas a la vida legal. Todo esto aumentaba las posibilidades de la candidatura de Salvador Allende.

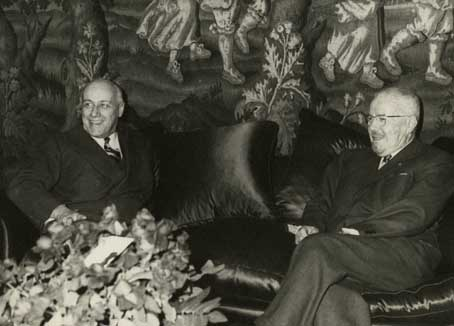
El expresidente Ibáñez del Campo reunido con el presidente Jorge Alessandri (1958).

Las críticas a Ibáñez se fundamentaban en el elevado costo de la vida en el país, y la represión policial en las tomas y en las huelgas. Algunos elementos que produjeron las huelgas fueron los sindicatos de la Central Única de Trabajadores (CUT), liderada por Clotario Blest. Tras dejar el cargo, se alejó de los medios y de la política.
Durante sus dos mandatos fue promotor del modelo llamado desarrollista, por el cual el Estado mantenía un rol activo en la actividad económica, tomando la iniciativa en grandes proyectos de inversión y facilitando la actividad de los privados, especialmente en el área productiva, dado que consideraba que esta era la única forma de lograr el desarrollo de Chile y no la iniciativa privada.
Retirado de la vida pública, Ibáñez falleció a las 22:50 del 28 de abril de 1960 en su residencia de la avenida Dublé Almeyda 2840 debido a un cáncer gástrico, a los 82 años de edad. El 30 de abril, luego de una misa en la Catedral Metropolitana de Santiago, sus restos fueron trasladados al Cementerio General, en donde se encuentra sepultado junto a sus dos esposas.

## Distinciones y condecoraciones

Armas como Gran Maestre de la Orden al Mérito de Chile.

### Condecoraciones nacionales
- Gran Maestre de la Orden al Mérito de Chile ( Chile, 1929-1931; 1952-1958).
- Declarado «ciudadano ilustre» por la Municipalidad de Arica (1958).
- Declarado «hijo ilustre» por la Municipalidad de Linares (1958).[20]
- Declarado «hijo ilustre» y distinguido con el Ancla de Oro de Antofagasta (1959).[21]

### Condecoraciones extranjeras
- Gran Collar de la Orden del Libertador San Martín ( Argentina).[2]
- Gran Collar de la Orden de la Cruz del Sur ( Brasil).[2]
- Orden al Mérito Naval ( Perú).[2]
- Collar de la Orden del Libertador ( Venezuela).
- Orden de Abdón Calderón ( Ecuador).
- Cóndor de Oro de la Especialidad Andina del Ejército ( Argentina).[2]

## Historial electoral

### Elecciones presidenciales de 1927
| Candidato               | Pacto   | Partido | Votos   | %     | Resultado  |
| ----------------------- | ------- | ------- | ------- | ----- | ---------- |
| Carlos Ibáñez del Campo | Ninguno | Ninguno | 223 741 | 100,0 | Presidente |

### Elecciones presidenciales de 1938
| Candidato                | Pacto                       | Partido | Votos   | %    | Resultado            |
| ------------------------ | --------------------------- | ------- | ------- | ---- | -------------------- |
| Pedro Aguirre Cerda      | Frente Popular              | PR      | 222 720 | 50,1 | Presidente           |
| Gustavo Ross Santa María | Liberal-Conservador         | PL      | 218 609 | 49,2 |                      |
| Carlos Ibáñez del Campo  | Alianza Popular Libertadora | Indep.  | 112     | 0,02 | Candidatura retirada |

### Elecciones presidenciales de 1942
| Candidato               | Pacto               | Partido | Votos   | %     | Resultado  |
| ----------------------- | ------------------- | ------- | ------- | ----- | ---------- |
| Juan Antonio Ríos       |                     | PR      | 260 034 | 55,96 | Presidente |
| Carlos Ibáñez del Campo | Liberal-Conservador | Indep.  | 218 609 | 44,03 |            |

### Elecciones presidenciales de 1952
| Candidato                | Pacto                    | Partido            | Votos   | %     | Resultado  |
| ------------------------ | ------------------------ | ------------------ | ------- | ----- | ---------- |
| Carlos Ibáñez del Campo  |                          | PAL                | 446 435 | 46,79 | Presidente |
| Arturo Matte Larraín     | Liberal-Conservador      | PL                 | 265 357 | 27,81 |            |
| Pedro Enrique Alfonso    | Radical-Falange Nacional | PR                 | 190 360 | 19,95 |            |
| Salvador Allende Gossens | Socialista               | Partido Socialista | 51 975  | 5,44  |            |